# Campeonato Brasileiro Série B 2013
Il Campeonato Brasileiro Série B 2013 (in italiano Campionato Brasiliano Serie B 2013) è stato la 32ª edizione del secondo livello del campionato brasiliano di calcio. Il Palmeiras ha vinto il campionato per la seconda volta, tornando in Série A dopo un solo anno di assenza.

## Formula
Girone all'italiana con partite di andata e ritorno. Sono promosse in Série A le prime quattro squadre classificate, mentre sono retrocesse in Série C le ultime quattro classificate.

In caso di arrivo a pari punti tra due o più squadre, per determinarne l'ordine in classifica sono utilizzati, nell'ordine, i seguenti criteri:
1. Maggior numero di vittorie;
2. Miglior differenza reti;
3. Maggior numero di gol segnati;
4. Confronto diretto (solo nel caso di arrivo a pari punti di due squadre);
5. Minor numero di espulsioni;
6. Minor numero di ammonizioni;
7. Sorteggio.

## Partecipanti
| Squadra         | Città              | Stato               | Stagione 2012        |
| --------------- | ------------------ | ------------------- | -------------------- |
| ABC             | Natal              | Rio Grande do Norte | 12º posto in Série B |
| América-RN      | Natal              | Rio Grande do Norte | 9º posto in Série B  |
| América-MG      | Belo Horizonte     | Minas Gerais        | 8º posto in Série B  |
| ASA             | Arapiraca          | Alagoas             | 13º posto in Série B |
| Atl. Goianiense | Goiânia            | Goiás               | 19º posto in Série A |
| Avaí            | Florianópolis      | Santa Catarina      | 7º posto in Série B  |
| Boa Esporte     | Varginha           | Minas Gerais        | 15º posto in Série B |
| Bragantino      | Bragança Paulista  | San Paolo           | 14º posto in Série B |
| Ceará           | Fortaleza          | Ceará               | 11º posto in Série B |
| Chapecoense     | Chapecó            | Santa Catarina      | 3º posto in Série C  |
| Figueirense     | Florianópolis      | Santa Catarina      | 20º posto in Série A |
| Guaratinguetá   | Guaratinguetá      | San Paolo           | 16º posto in Série B |
| Icasa           | Juazeiro do Norte  | Ceará               | 2º posto in Série C  |
| Joinville       | Joinville          | Santa Catarina      | 6º posto in Série B  |
| Oeste           | Itápolis           | San Paolo           | 1º posto in Série C  |
| Palmeiras       | San Paolo          | San Paolo           | 18º posto in Série A |
| Paraná          | Curitiba           | Paraná              | 10º posto in Série B |
| Paysandu        | Belém              | Pará                | 4º posto in Série C  |
| São Caetano     | São Caetano do Sul | San Paolo           | 5º posto in Série B  |
| Sport Recife    | Recife             | Pernambuco          | 17º posto in Série A |

## Classifica finale
Fonte: sito ufficiale CBF
|  | Pos. | Squadra         | Pt | G  | V  | N  | P  | GF | GS | DR  |
|  | ---- | --------------- | -- | -- | -- | -- | -- | -- | -- | --- |
|  | 1.   | Palmeiras       | 79 | 38 | 24 | 7  | 7  | 71 | 28 | +43 |
|  | 2.   | Chapecoense     | 72 | 38 | 20 | 12 | 6  | 60 | 31 | +29 |
|  | 3.   | Sport Recife    | 63 | 38 | 20 | 3  | 15 | 64 | 56 | +8  |
|  | 4.   | Figueirense     | 60 | 38 | 18 | 6  | 14 | 63 | 52 | +11 |
|  | 5.   | Icasa           | 59 | 38 | 18 | 5  | 15 | 50 | 54 | -4  |
|  | 6.   | Joinville       | 59 | 38 | 17 | 8  | 13 | 58 | 44 | +14 |
|  | 7.   | Ceará           | 59 | 38 | 16 | 11 | 11 | 60 | 50 | +10 |
|  | 8.   | Paraná          | 57 | 38 | 16 | 9  | 13 | 55 | 39 | +16 |
|  | 9.   | América-MG      | 57 | 38 | 14 | 15 | 9  | 51 | 42 | +9  |
|  | 10.  | Avaí            | 56 | 38 | 16 | 8  | 14 | 49 | 46 | +3  |
|  | 11.  | Boa Esporte     | 50 | 38 | 13 | 11 | 14 | 33 | 46 | -13 |
|  | 12.  | Bragantino      | 47 | 38 | 13 | 8  | 17 | 37 | 43 | -6  |
|  | 13.  | América-RN      | 47 | 38 | 11 | 14 | 13 | 48 | 56 | -8  |
|  | 14.  | ABC             | 46 | 38 | 13 | 7  | 18 | 45 | 58 | -13 |
|  | 15.  | Oeste           | 46 | 38 | 11 | 13 | 14 | 44 | 58 | -14 |
|  | 16.  | Atl. Goianiense | 44 | 38 | 12 | 8  | 18 | 42 | 51 | -9  |
|  | 17.  | Guaratinguetá   | 41 | 38 | 11 | 8  | 19 | 42 | 54 | -12 |
|  | 18.  | Paysandu        | 40 | 38 | 10 | 10 | 18 | 40 | 56 | -16 |
|  | 19.  | São Caetano     | 36 | 38 | 9  | 9  | 20 | 45 | 59 | -14 |
|  | 20.  | ASA             | 35 | 38 | 11 | 2  | 25 | 41 | 75 | -34 |

Legenda:

      Promosse in Série A 2014
      Retrocesse in Série C 2014
Note:

Tre punti a vittoria, uno a pareggio, zero a sconfitta.